# بخش وارن (شهرستان جفرسون، اوهایو)
بخش وارن (به انگلیسی: Warren Township) یک منطقهٔ مسکونی در ایالات متحده آمریکا است که در شهرستان جفرسون، اوهایو واقع شده‌است.
 بخش وارن ۶۰٫۲ کیلومتر مربع مساحت و ۴٬۲۳۲ نفر جمعیت دارد و ۲۴۰ متر بالاتر از سطح دریا واقع شده‌است.